# FC Tatabánya
Maillots
Le Auto-Trader FC Tatabánya est un club de football hongrois basé à Tatabánya.

## Historique
- 1910 : fondation du Tatabányai Sport Klub
- 1948 : promotion au premier ligue
- 2002 : fondation du club Auto Trader FC Tatabánya

## Palmarès
- Vainqueur de la Coupe Mitropa en 1973 et 1974

## Anciens joueurs
- Károly Csapó
- Gyula Grosics
- József Kiprich
- Octavio Zambrano